# Coeliccia boettcheri
Coeliccia boettcheri là loài chuồn chuồn trong họ Platycnemididae. Loài này được Schmidt mô tả khoa học đầu tiên năm 1951.